# Derrick au poing
Derrick au poing est un roman noir de Jean-Pierre Bastid et Michel Martens publié en 1975 dans la collection Super noire chez Gallimard.

## Résumé
Trois truands après leur Hold Up décident de partir en bateau au large de la Mer du Nord. Mais la tempête gronde et au loin apparaît soudain la plate-forme du Derrick...

## Édition
En 1975, chez Gallimard dans la collection Super noire no 10  (ISBN 9782070460106).